# NVIDIA Jetson

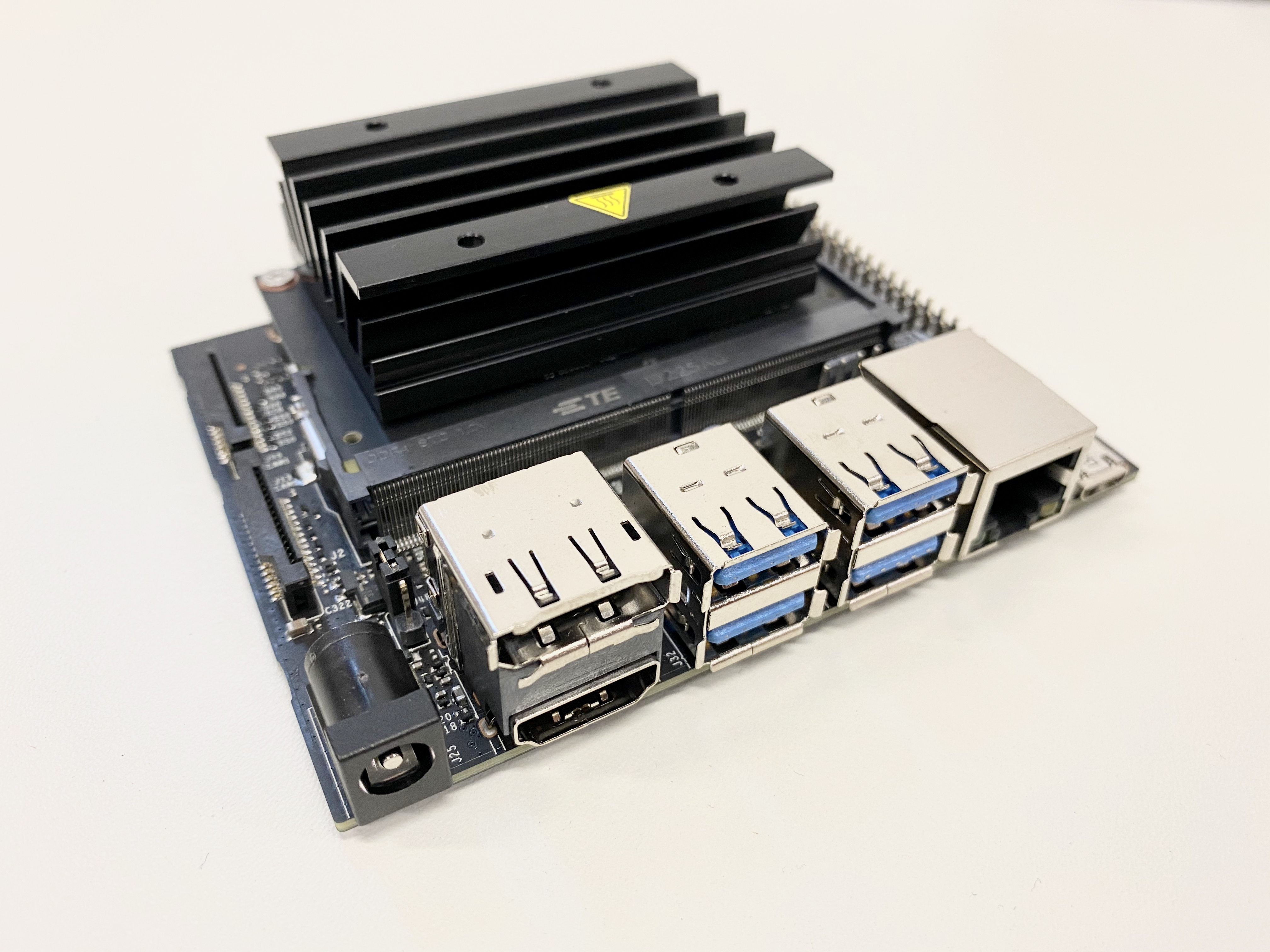
NVIDIA Jetson Nano 2 开发套件

NVIDIA Jetson是由 NVIDIA 推出的，用于在机器人上部署人工智能应用的一个嵌入式系统。

## 硬件
NVIDIA Jetson 本身是一个包括 CPU、GPU、内存、 闪存 (部分型号需要自备m.2 固态硬盘) 和电源管理系统的单板电脑。
Jetson 使用的 CPU、GPU 集成在 Tegra SoC 中。

## 产品线
NVIDIA Jetson的产品组合包括有Jetson Nano、Jetson TX2、Jetson Xavier NX、Jetson AGX Xavier、Jetson TX1 、Jetson TK1、Jetson Orin Nano、Jetson Orin NX、Jetson AGX Orin等。

## 操作系统
Jetson 使用基于 Linux for Tegra (L4T) 的 Jetpack SDK，开发人员需要使用 NVIDIA 提供的 SDKManager将其烧录至 Jetson 上。
NVIDIA 官方提供的 Jetson Linux 基于 Ubuntu，在通过 SDKManager 烧录时会一并安装所需软件环境，如CUDA，Docker 等。

## CUDA 支持
所有 Jetson 产品都包括 CUDA 支持，对应计算能力可以在其数据手册中找到。

## 使用场景
Jetson 最初设计用于机器人，通过专用硬件提供了一个高效的人工智能推理平台。通过 TensorRT 等技术，其上的深度神经网络加速器 (DLA) 可以有效的提供对诸如自动驾驶，计算机视觉的推理加速。

## 时间线
2014年3月，輝達发布嵌入式开发平台Jetson TK1。
2017年3月，发布嵌入式计算平台Jetson TX2，采用Tegra Parker处理器，Pascal架构的GPU。
2017年9月，輝達与京东展开合作，将NVIDIA Jetson运行的智能机器运用到在物流快递方面。
2018年6月，輝達发布Jetson Xavier，Jetson Xavier拥有晶体管超过90亿个，每秒可执行操作30万亿次。
2019年3月，輝達推出AI计算机Jetson Nano，Jetson Nano搭载四核Cortex-A57处理器，NVIDIA Maxwell架构显卡的GPU，4GB LPDDR4的内存，16GB eMMC 5.1的存储，支持4K 60Hz视频解码。
2020年5月，NVIDIA推出Jetson Xavier™ NX开发者套件，Jetson Xavier™ NX开发者套件具备云原生支持。
NVIDIA推出Jetson AGX Xavier系列開發者套件，AGX Xavier、AGX Xavier Industrial(安全發動機組 2x Arm Cortex-R5 in lockstep)。